# 繩紋時代
繩紋時代指日本旧石器时代末期至新石器时代，這一時期以繩紋陶器的逐步使用為主要特徵。關於繩紋時代的開始時間，學術界有不同的觀點，有一萬六千年前:44、一萬三千年前:3、一萬年前:3、五千年前等多種説法。公元前3世紀前後，日本大部分地區進入彌生時代:13。

## 簡介
繩紋時代因繩紋陶器而得名，這一時期，繩紋文化遺址廣泛分佈於北海道至沖繩的日本全境。
最早發現繩紋陶器的是美國學者愛德華·摩斯（Edward S. Morse）。1877年（明治十年），摩斯應日本政府所聘到達日本，在從橫濱赴東京的途中，他看到一個露天的貝丘（大森貝丘），摩斯將在貝丘中發掘到的陶器命名爲Cord Marked Pottery，白井光太郎將其翻譯爲“繩文土器”，在中國學術界，一般稱之爲“繩紋陶器”。
繩紋時代屬於新石器時代。這一時期日本人的主要生產活動是狩獵、捕魚與采集，生產工具仍以石器爲主。繩紋時代已出現了早期農業，在繩紋時代晚期，水稻傳入日本。繩紋時代的社會形態是母系氏族社會。以母系血缘为纽带的氏族成员，居住在简陋的竪穴式房屋中，共同生活在一定的區域内，形成了以血缘关系为纽带的原始共产制经济单位。繩紋時代的衣物以獸皮和植物纖維為原材料，出現了以貝、木、土製作的裝飾品。繩紋時代的人有拔牙、研牙的習俗，這一時期已出現原始的自然崇拜。
早年，日本學界將日本石器時代簡單劃分為“繩紋式文化”、“彌生式文化”。1959年至1960年，日本考古學協會在《世界考古學大系》的第一卷和第二卷中，正式將上述兩種文化定名為“繩文時代”和“彌生時代”。

## 繩紋時代的文化特徵

### 石器與陶器
繩紋時代早期石器以打製石器爲主，常見器型有石斧、石簇、石槍等。在北海道和東北地區出現了擦截石斧。繩紋時代中後期，磨製石器漸成主流，定角石斧在日本普遍流行:7。
繩紋時代的陶器在不同時期和不同地點具有不同特色。早期陶器以尖底深缽形器爲主。早期前段，以南關東為中心流行撚系纹，中段以西關東爲界，東部流行沉綫紋，西部流行押形紋。前期陶器最常見的器型是平底圓筒形陶器和缽形陶器。東日本流行繩紋，西日本流行爪形紋。中期陶器器型普遍偏大，裝飾也較複雜，地方特色明顯。北海道流行圓筒形，東北地方流行大木式陶器，中部流行勝坂式陶器，九州流行阿高式陶器。後期陶器器型豐富，有了壺、盤、甕、缽、罈等，紋飾以磨消繩紋爲主。晚期，東北地方流行龜岡式陶器，西日本流行無紋陶器:7-8。
繩紋時代的陶器不僅是飲食器具和貯藏器具，還有宗教祭祀和喪葬祭品的功能。
在繩紋文化遺址中發現了與大汶口文化一模一樣的帶孔石斧、與中國古代“鬲”類似的鬲形三足陶器和受中國大陸文化影響製作和使用的玦狀耳飾等掛件。這説明繩紋時代的日本列島與古中國的在石器、陶器的製作上存在着活躍的交流。

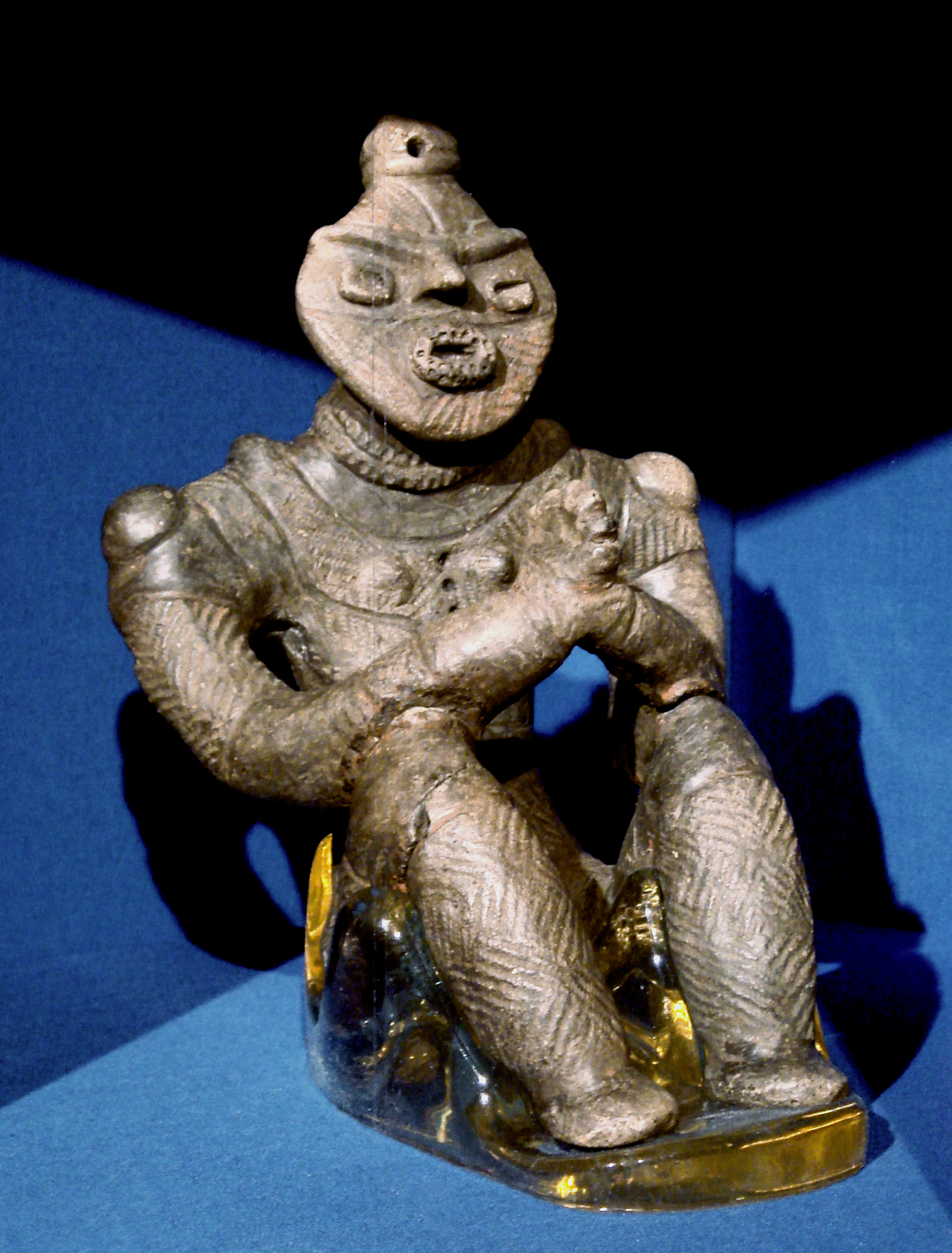
绳纹粘土雕像，青森縣，公元前1500–1000年
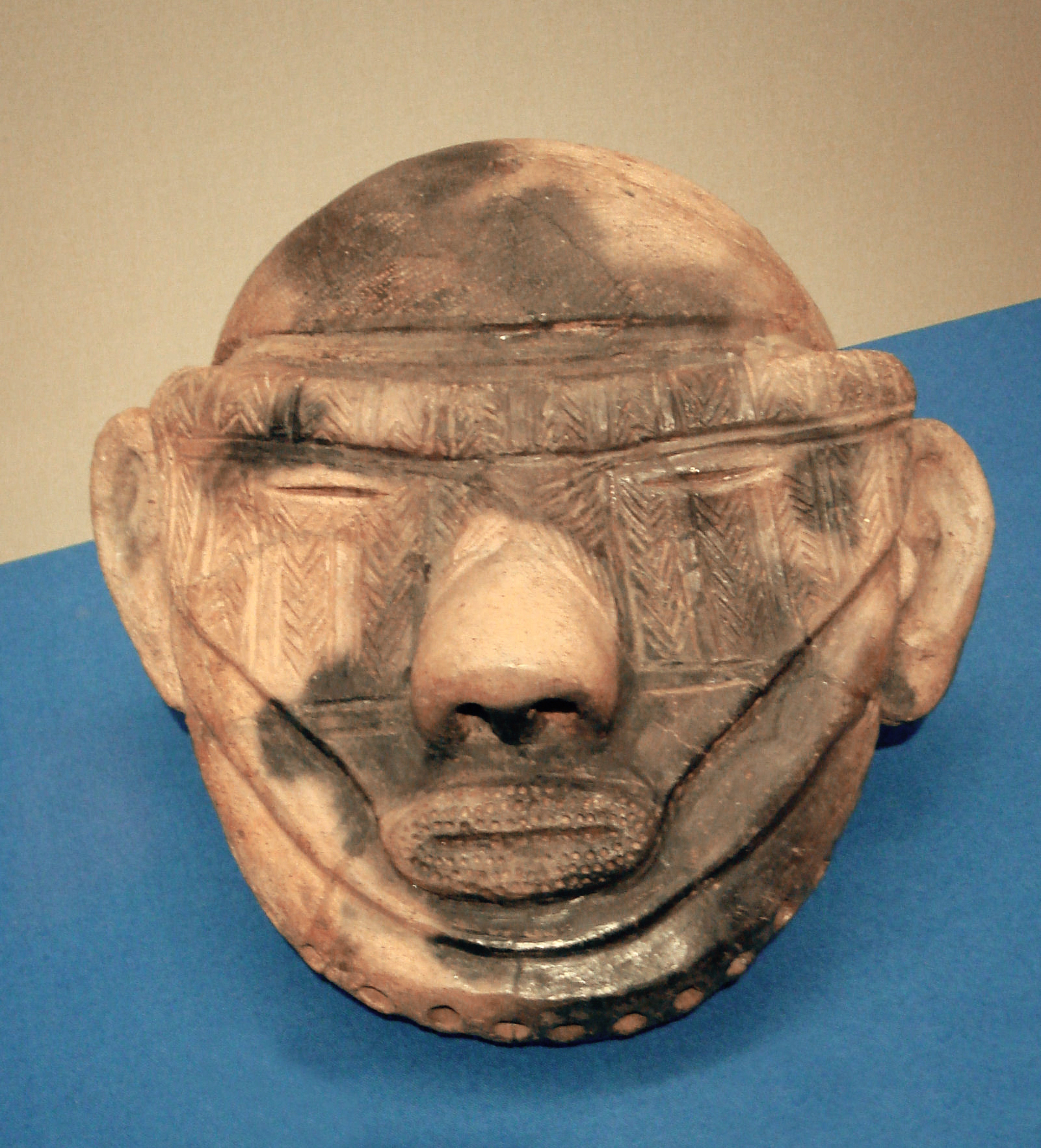
绳纹粘土头，岩手县，公元前1500–1000年
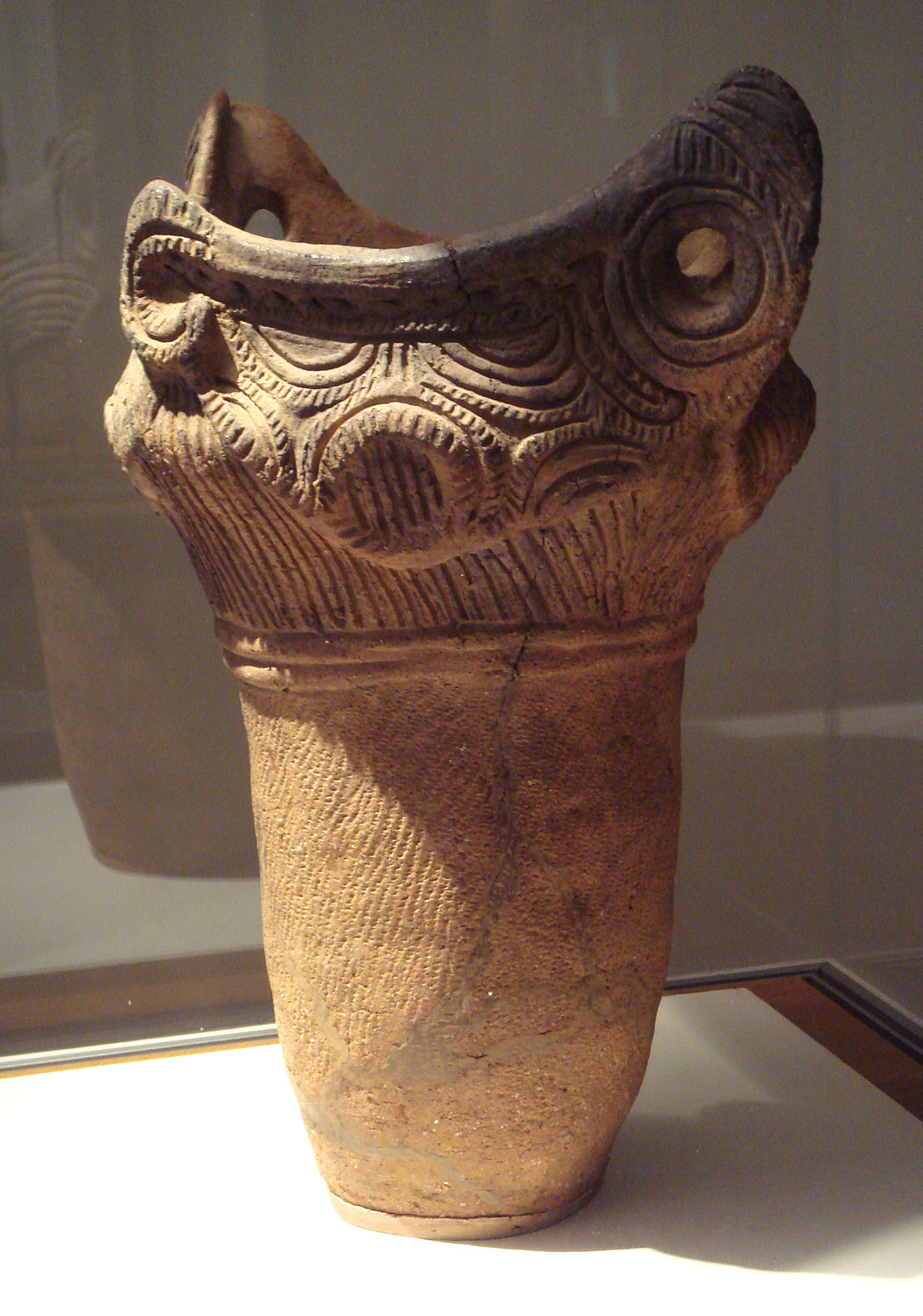
绳纹罐子，公元前2000年
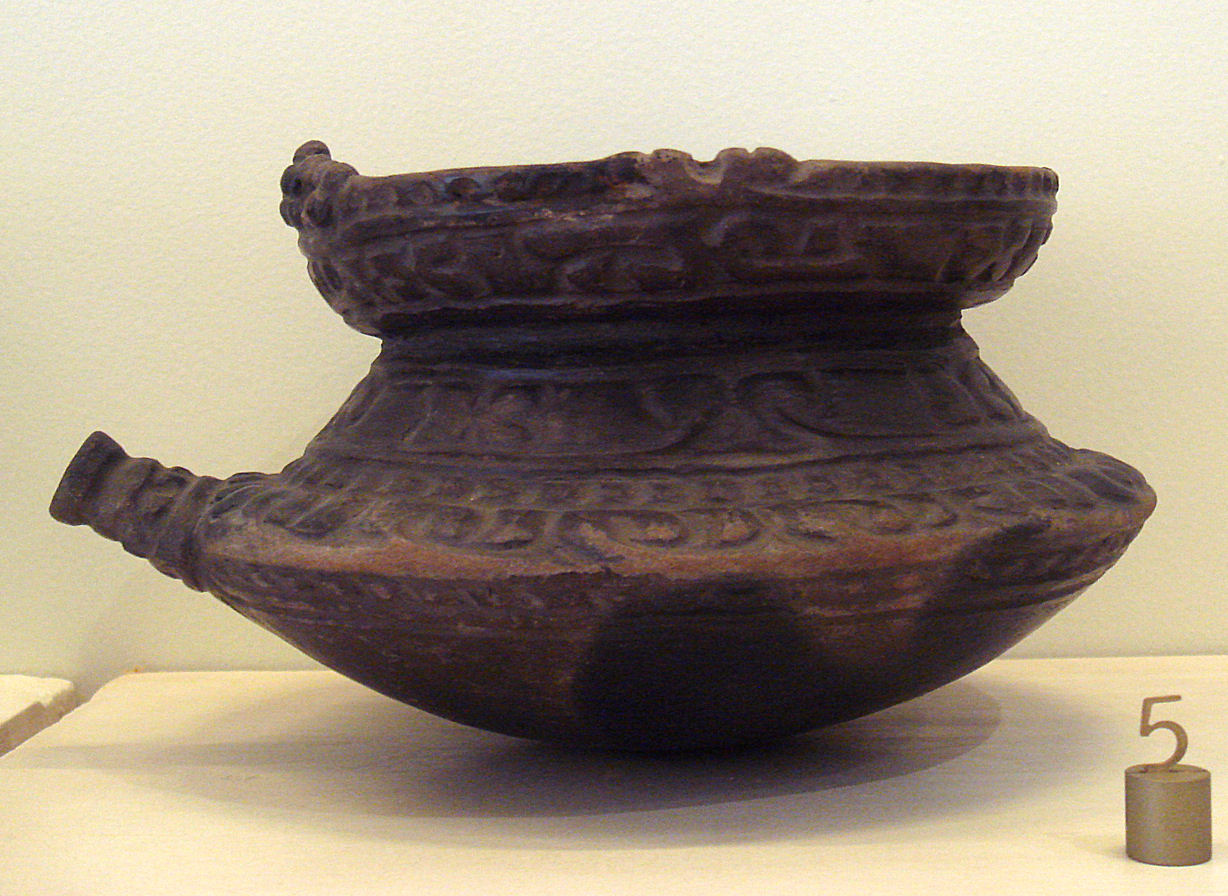
最后的绳纹罐
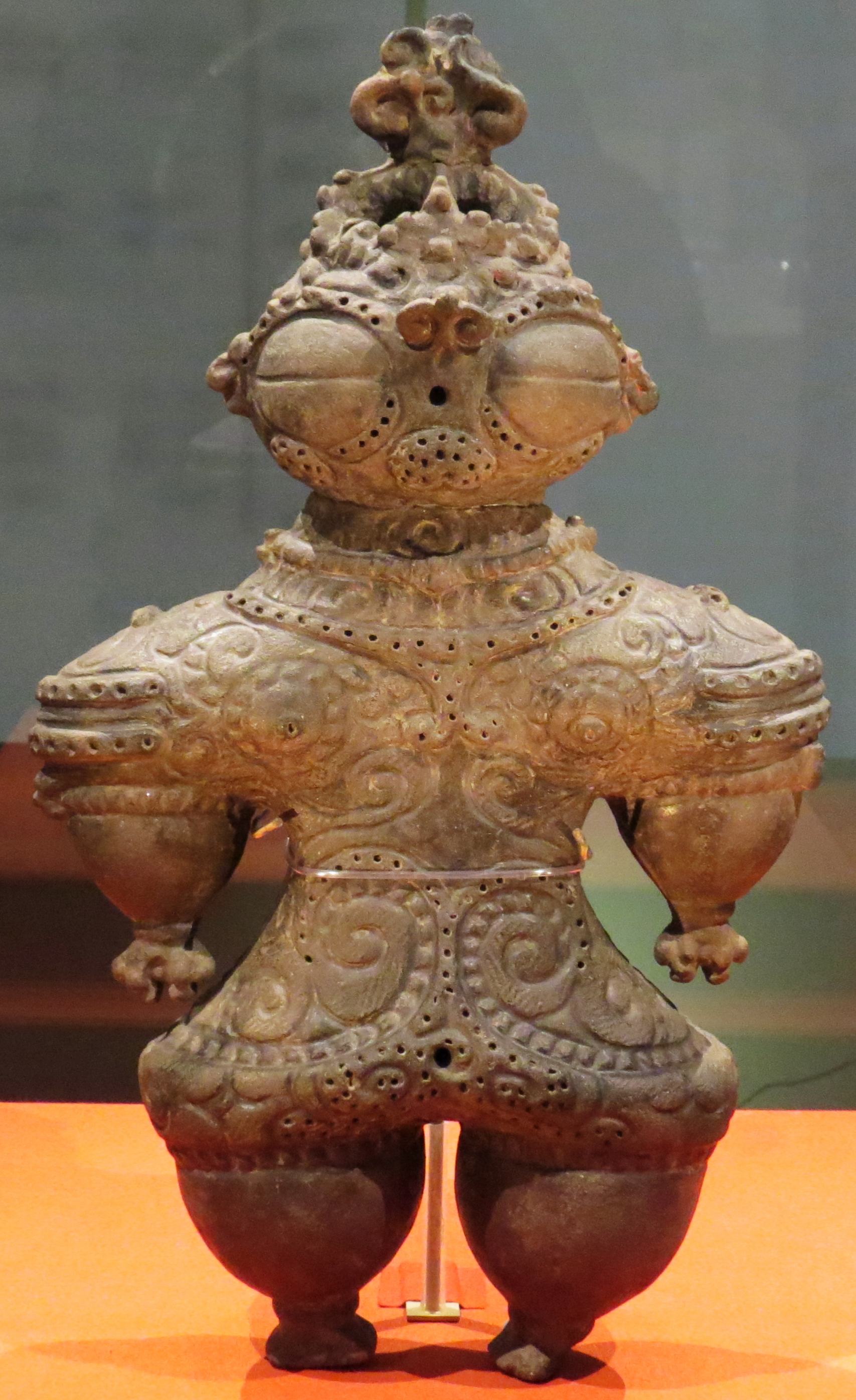
粘土雕像，绳纹末期（公元前1000 - 400年），东京国立博物馆
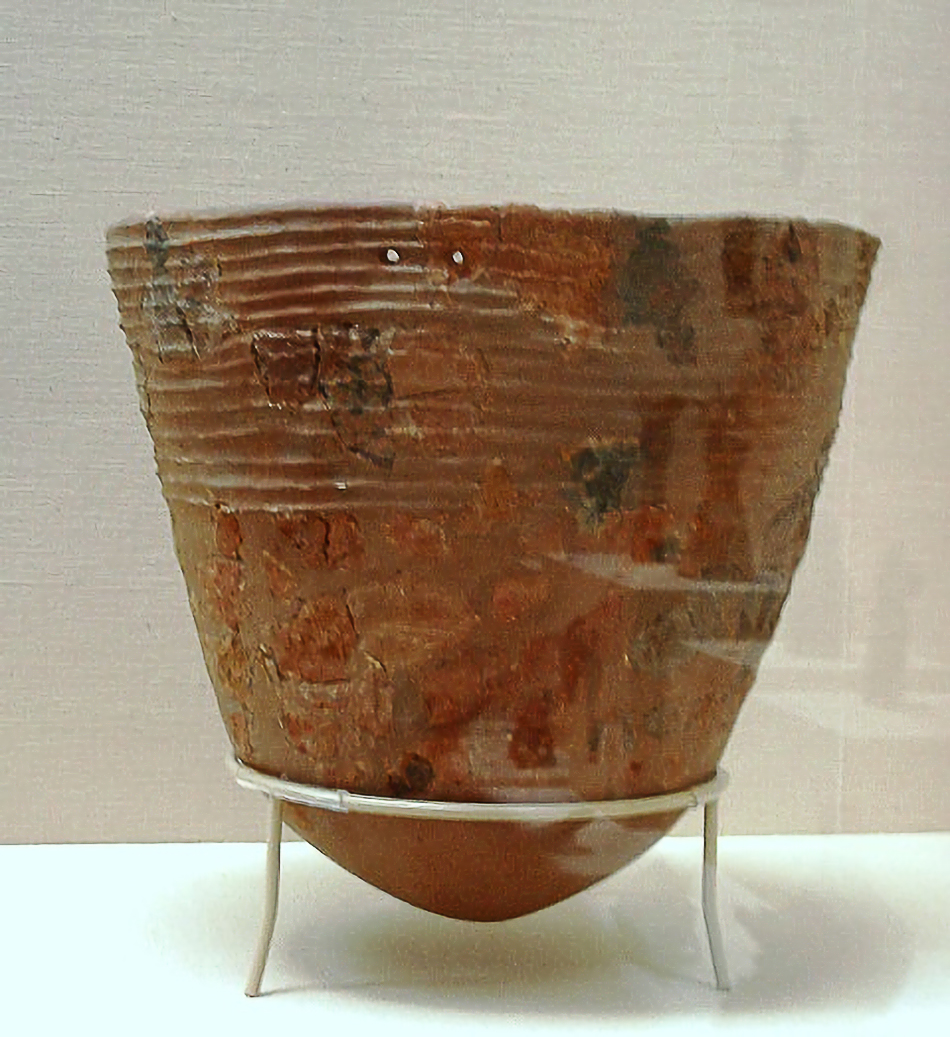
繩紋時代早期陶器，日本東京國家博物館藏

### 狩獵、捕魚與采集模式
繩紋時代，人們的主要生產活動是狩獵、捕魚與采集。考古發掘出的木弓、魚叉、漁網、獨木舟等工具説明這一時期製造生產工具的技術得到了長足的發展。貝類是繩紋人的重要食物來源，日本現已發現的1900余處貝丘中，90%以上屬於繩紋時代:8。有學者指出，在4600-3900年前，已經出現了用加熱的方法打開貝殼取貝肉的技術，並形成了加工貝類的專用場所:7-8。

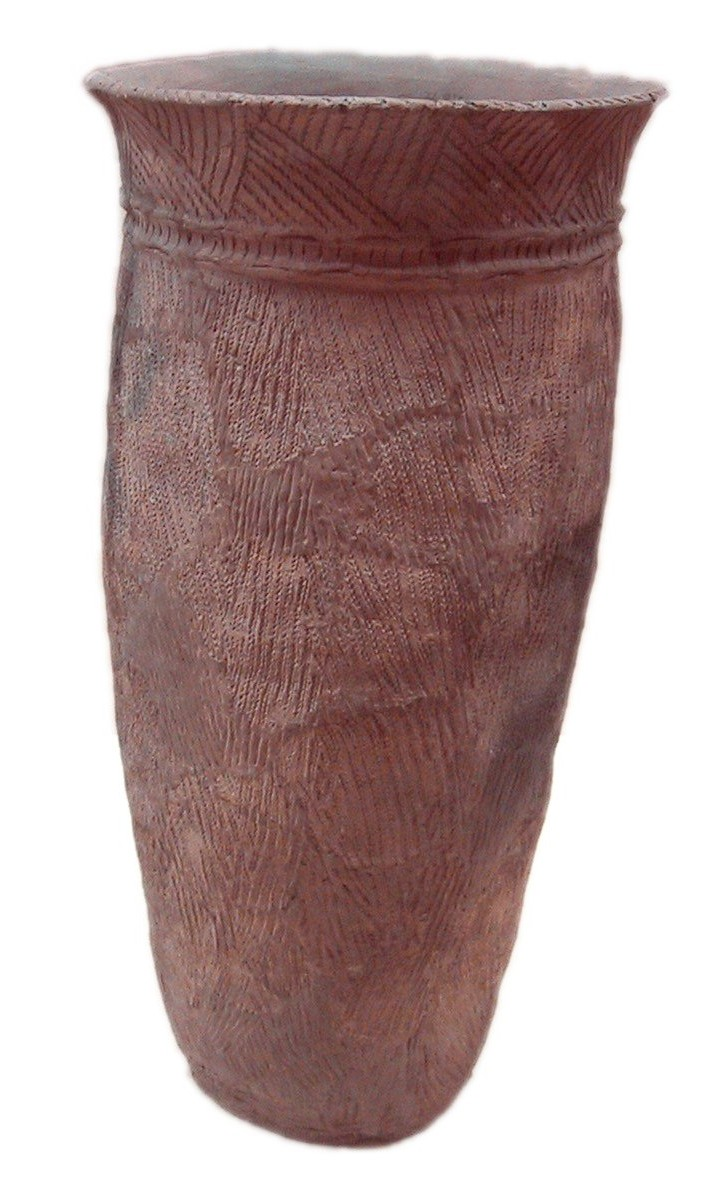
磨消繩紋式的陶器

繩紋人食用的動物和魚類有：鹿、熊、鬟羚、狸、狐狸、狼、野豬、猴、鼠、野兔、河豚、海洋魚類、貝類:415，采集的植物有王紫箕、蕨菜、當歸、紫蘇、蕎麥、核桃、栗、橡實:416等。
繩紋人在工作中已出現明顯的男女分工。考古發掘表明繩紋人骨常有外傷痕跡，外傷中最多的是上臂的骨折，其中右臂的骨折多於左臂，男性的骨折多於女性，這種外傷往往是勞動所致的。這説明繩文時期男性一般從事狩獵、魚撈、采掘等比較劇烈的勞動，女性則從事采集等較輕的體力勞動。

### 農耕
考古發掘表明，在繩紋時代中後期已出現了原始農耕。在近畿、九州、四国地区的遗迹中發現了用以掘土的石斧和摘穗用的石刀，在一些遺址中出現了炭化米、大麦粒的壓痕，在福岡市坂村遺址發現了有调节水量的堰水栅、水沟的水田遺址，這些考古發掘證明繩紋時代中後期已開始栽培農作物。
繩紋時代可能的種植的植物有綠豆、葫蘆。然而，遺傳學研究表明，綠豆原生於南亞與東南亞。在南亞被馴化後，約2700年前才進入東亞，因此不可能被早期繩文人種植。
最早上溯至繩紋時代晚期後段，水稻傳入日本。國内學界一般認爲，水稻從長江下游經東海傳入朝鮮和日本，北九州是日本最早種植水稻的地區:10。一般認為水稻種植由彌生人從東北亞大陸傳入日本，與繩文人關係較小。
繩文人馴化植物的證據來自紅豆的基因體學研究。研究指出，亞洲現今栽培紅豆均源自日本東部，約3000-5000年前被馴化。造成馴化性狀的基因突變也來自東日本。這些基因在一萬年前突變後，突變頻率逐漸增加，顯示馴化性狀的起源與繩文人對植物的選擇比考古學發現的明確植物栽培證據更早。

### 房屋與聚落
繩紋人居住在竪穴式房屋中，這種房屋一般設在丘陵或臺地頂端，繩紋人從地面向下挖50厘米左右構成房屋主體，然後用幾根木柱支撐屋頂，屋頂的形狀有圓角方形、方形、梯形、圓形、橢圓形等。在室内，一般設有爐竈:10。
繩紋時代的聚落一般由一個或數個有血緣關係的家族構成。繩紋時代早期的聚落較小，一般有2-3戶，約10餘人，繩紋時代中期以後，可達5-10戶，約20-40人。聚落中有公共建築，如三内丸山遺址有一長30米，利用了6根直徑1米的圓木搭建的房屋，有觀點認爲，這種房屋是作爲公共議事場所和舉辦大型宴會的場所:418。
南掘貝丘是規模較大的繩紋文化遺址。該遺址占地約5000平方米，遺址中央有一南北長約60米，東西寬約35米的廣場，廣場中心有一個大石盤。有五十所大小基本相等地竪穴式房屋圍繞著廣場，呈馬蹄形排列。吳廷璆認爲廣場是談論當天生產，分配勞動果實以及開會、祭祀的場所，大石盤是公共的碾磨工具，在這一聚落中，繩紋人過著共同勞動、分配的原始共產主義生活:10-11。

### 家庭與社會
繩紋時代處於母系氏族社會，社會成員間的階層分化并不明顯，人的身份地位差異主要是通過服裝、身體上的特殊標識和具有特殊意義的裝飾品表現出來:418。
繩紋時代的婚姻制度由群婚制逐漸過渡到不穩定的對偶婚:11-12。
繩紋時代晚期，社會階層分化的跡象開始出現:418。

### 服裝與飾品
繩紋人的衣服主要由獸皮和植物纖維的編織物製成。
繩紋時代的裝飾品有手鐲、項鏈、髮飾、耳飾等，這些首飾的材質有土、木、貝、石、玉等。首飾在繩紋時代具有特殊意義。在福岡先蘆屋町山鹿貝丘出土了一具女性遺骨，遺骨手臂上有20個貝製手鐲，而這些手鐲是她少女時代戴上去的，隨著身體的增長，成年後已無法摘下，且這些手鐲使她無法從事日常勞動，故這位女性是氏族社會中有較高的身份。玦狀耳飾在繩紋時代遺址中分佈廣汎，但在單一遺址中卻出土較少，説明佩戴者在聚落中有特殊的身份地位。

### 拔齒、研齒風俗
考古發掘表明，繩紋人有拔齒和研齒的習俗。拔齒、研齒或為結婚標記，或為近親服喪，或為護身禦敵的咒術，更是一種成年式的習俗。一些特殊研齒形狀，如叉狀研齒具有特殊意義，因同一遺址中，有叉狀研齒的人骨比例不到2%，埴原和郎認爲擁有叉狀研齒的人生前應當是巫師等具有特殊身份的人。

### 墓葬
繩紋人死後，一般埋入氏族共同體的墓地之中。繩紋文化早期，墓地一般位於聚落之外，繩紋文化前期以後，墓地位於聚落内部中心廣場的周圍:141,156。
繩紋人的埋葬方式主要有兩種，一種是埋葬于貝丘，即將死者葬於貝殼堆之中，另一種是甕棺葬，即將死者的遺骸置於大型深缽形陶器中:418。繩紋時代後期，在北海道和東北地區出現了環狀列石墓和積石墓的墓葬形式:11-12。
根據考古發掘，繩紋人的葬式一般爲屈肢式，并在一些遺址中，可以看到死者的胸部被放置大石塊、頭部被扣上深甕，這是對死者靈魂恐懼的一種表現:11-12。繩紋時代中期以後，出現了伸肢葬的葬式。

## 關於繩紋時代階段劃分的爭鳴
關於繩紋時代的階段劃分，學術界有諸多不同的觀點。

### AMS碳-14測定法
草創期（約15000年前-約12000年前）、早期（約12000年前-約7000年前）、前期（約7000年前-約5500年前）、中期（約5500年前-約4500年前）、後期（約4500年前-約3000年前）、晚期（約3300年前-約2800年前）。

### 岡村道雄
岡村道雄按居住方式將繩紋時代分爲六個階段：草創期-早期中段、早期末段-前期初段、中期後段、後期前段-後期中段、後期後段、晚期。

### 佐佐木高明
佐佐木高明按陶器的特徵繩紋時代分爲四個階段：草創期、繩紋Ⅰ期、繩紋Ⅱ期、繩紋Ⅲ期。

### 泉拓良
泉拓良根據定居程度的變化，將繩紋時代分爲萌芽期（I期，约15000-10000年前）、形成期（Ⅱ期，约10000-6000年前）、成熟期（Ⅲ期，约6000-2500年前）:131-134。

### 吳廷璆
吳廷璆認爲，按陶器的發展階段，繩紋時代可以被分爲早、前、中、后、晚五期:7。